# Пьяное солнце
«Пьяное солнце» — песня украинского певца Alekseev, исполняемая с 2015 года и возглавившая российский чарт в iTunes на последней неделе 2015 года на 6 дней .
Хит попал в «Тор-100» самых разыскиваемых песен в мире по итогам недели, получив 52 место. Таким образом, «Пьяное солнце» стало первой русскоязычной песней, попавшей в «Тор-100» мирового чарта Shazam.

## Описание
Авторы песни — композитор Руслан Квинта и поэт Виталий Куровский. По признанию самого Руслана, мелодия приснилась ему в день рождения его любимой девушки, и он, проснувшись в пять утра, записал её на диктофон. На следующий день Квинта позвонил своему постоянному соавтору Виталию Куровскому, и тот за несколько часов сочинил текст. Релиз сингла состоялся 13 сентября 2015 года.
В конце октября Алан Бадоев снял клип на песню (за 7 лет более 72 млн просмотров на YouTube). Примечательно, что Бадоев снял клип совершенно бесплатно, а ALEKSEEV на съёмках чуть не погиб после прыжка в ледяную воду.
В 2023 году ALEKSEEV представил украиноязычную версию песни.

## Чарты
| Чарт (2015)                              | Пиковая позиция |
| ---------------------------------------- | --------------- |
| Audience Choice Top 100                  | 2               |
| СНГ (Tophit Annual General)              | 9               |
| СНГ (Tophit General Top 100)             | 1               |
| Россия (Tophit Russian Top 100)          | 1               |
| Россия (Tophit Moscow Top 100)           | 7               |
| Россия (Tophit Saint-Petersburg Top 100) | 4               |
| Украина (Tophit Ukrainian Top 100)       | 2               |
| Украина (Tophit Kiev Top 100)            | 3               |

| Чарт (2016)              | Позиция |
| ------------------------ | ------- |
| Russia Airplay (Tophit)  | 4       |
| Ukraine Airplay (Tophit) | 11      |

## Награды и номинации
| Год  | Премия                                     | Номинация                                 | Итог      |
| ---- | ------------------------------------------ | ----------------------------------------- | --------- |
| 2016 | Премия Муз-ТВ                              | Песня года                                | Номинация |
| 2016 | Премия RU.TV 2016                          | Песня года                                | Победа    |
| 2016 | Золотой граммофон                          | Лучшая песня                              | Победа    |
| 2016 | Премия Высшая Лига                         | Песня года                                | Победа    |
| 2016 | TopHit Music Awards                        | Самый часто воспроизводимый трек на радио | Победа    |
| 2016 | TopHit Music Awards                        | Песня года                                | Победа    |
| 2016 | OOPS! Video Awards                         | Лучший клип                               | Победа    |
| 2016 | Российская национальная музыкальная премия | Лучшее музыкальное видео                  | Номинация |